# 油城 (肯塔基州)
油城（英語：Oil City）是位於美國肯塔基州巴倫縣的一個非建制地區。

## 地理
油城所處的海拔為高於海平面197米（即646英呎），而該地所採用的時區為UTC-6，即北美中部時區（CST）。同時該地設有夏令時間，為UTC-6調快一小時，即UTC-5（CDT）。